# Erich Schopper

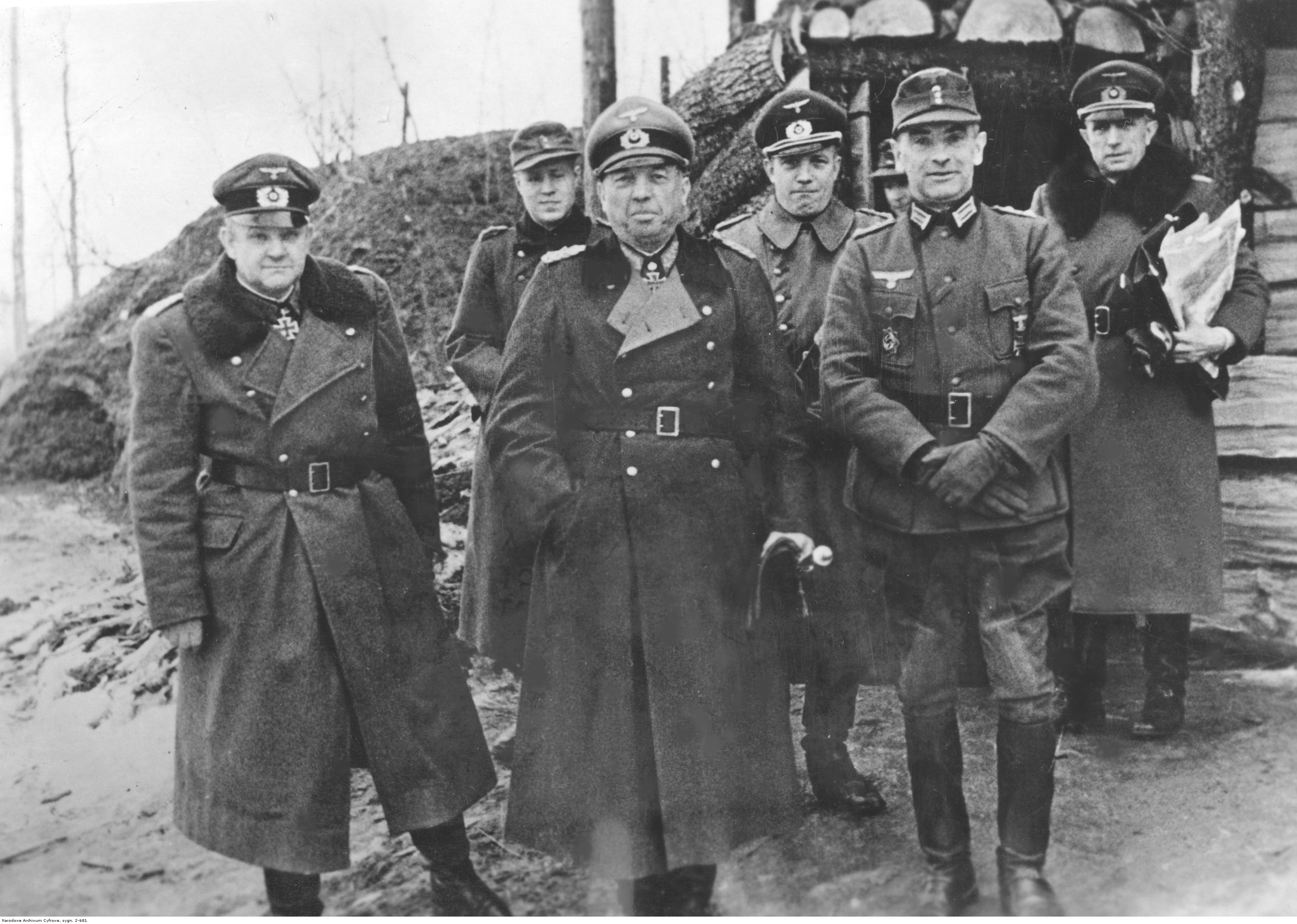
Generalleutnant Erich Schopper (1. von links) mit Feldmarschall Georg von Küchler (vordere Reihe Mitte) umgeben von Offizieren, bei einer Inspektion der Einheit.

Erich Schopper (* 2. Juli 1892 in Zeulenroda; † 18. August 1978 in Oberursel) war ein deutscher Offizier, zuletzt Generalleutnant im Zweiten Weltkrieg.

## Leben
Erich Schopper trat 1912 in das Feldartillerie-Regiment 74 ein und wurde hier am 18. August 1913 zum Leutnant (Patent 19. August 1911) befördert. Er diente als Offizier im Ersten Weltkrieg und wurde zum 5. Oktober 1916 Oberleutnant. Bis Kriegsende blieb er beim Feldartillerie-Regiment 74.
Nach Ende des Krieges wurde er in die Reichswehr übernommen, kam zum 6. Artillerie-Regiment (Minden) und wurde dort in unterschiedlichen Funktionen eingesetzt. 1923 war er in der 8. Batterie des 6. Artillerie-Regiments.
In der Wehrmacht wurde er am 1. April 1936 zum Oberstleutnant befördert. Vom 1. Mai 1937 an war er Kommandeur des Artillerie-Regiments 6, das ehemalige 6. Artillerie-Regiment. In dieser Position wurde er am 1. Januar 1939 zum Oberst befördert. Mitte November 1940 wurde er zum Artilleriekommandeur 137, einer neu eingerichteten Dienststelle beim LII. Armeekorps, ernannt und am 1. Juli 1942 dort Generalmajor. Sein Nachfolger als Artilleriekommandeur 137 wurde Oberst Walter Wißmath (1893–1972).
Vom 10. Dezember 1941; ab dem 8. Dezember war die Division für zwei Tage vom Stellvertreter geführt worden; war Schopper mit zwei Unterbrechungen Kommandeur der 81. Infanterie-Division. Am 1. Januar 1943 wurde er zum Generalleutnant befördert. Für den halben Monat März 1943 und den gesamten Juni 1943 wurde er durch Oberst Gottfried Weber vertreten. Die 81. Infanterie-Division kam nach Russland, nahm im November 1942 an der Kesselschlacht von Demjansk teil, verlegte 1943 an den Wolchow und war in der Dritten Ladoga-Schlacht eingesetzt. Es folgten Abwehrkämpfe im Raum Newel. Anfang April 1944 gab er das Kommando an Generalleutnant Vollrath Lübbe ab.
Anschließend wurde Schopper in die Führerreserve versetzt. Ab Mitte Juli 1944 war er als Nachfolger von Generalmajor Werner Haack Kommandeur der Artillerie-Division 310. Im August 1944 wurde die Division in der Südukraine vernichtet. Die Reste der Division wurden zur erneuten Aufstellung des Höhere Artillerie-Kommandeur 310 herangezogen und Schopper übernahm die Dienststellung. Der HarKo 310 blieb bis Kriegsende an der Ostfront.
Nach dem Krieg wohnte er u. a. in Minden.

## Auszeichnungen (Auswahl)
- Eisernes Kreuz (1914) II. und I. Klasse
- Spange zum Eisernen Kreuz II. und I. Klasse
- Deutsches Kreuz in Gold am 26. Dezember 1941
- Ritterkreuz des Eisernen Kreuzes am 30. April 1943[7]